# Bateria Għargħar
Bateria Għargħar (malt. Batterija tal-Għargħar, ang. Għargħar Battery), znana też jako Bateria Ta’ Ittuila (malt. Batterija ta’ Ittuila, ang. Ta’ Ittuila Battery) lub Bateria Ta’ Xindi (malt. Batterija ta’ Xindi, ang. Ta’ Xindi Battery) była to bateria artyleryjska w dzisiejszym San Ġwann na Malcie, zbudowana przez maltańskich powstańców podczas blokady Francuzów w latach 1798-1800. Była ona częścią łańcucha baterii, redut i umocnień otaczających francuskie pozycje w Marsamxett i Grand Harbour.

## Położenie baterii
Bateria Għargħar była położona na terenie znanym jako San Ġwann tal-Għargħar, który należy teraz do San Ġwann. Ukierunkowana była na Gżirę i Manoel Island, na której znajdował się, zajęty przez Francuzów, fort Manoel.

## Opis

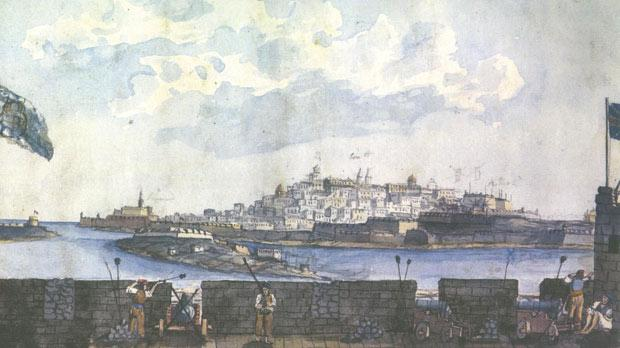
Widok Valletty z baterii Għargħar w czasie oblężenia Francuzów 1798-1800. Po bokach widoczne flagi. (Akwarela, mal. major James Weir, ok. 1800)

Bateria miała prostokątną platformę artyleryjską i wysoki murowany parapet z sześcioma strzelnicami. Z obu boków zabezpieczały platformę dodatkowe ściany, zaś z tyłu baterii był wysoki mur z gruzu kamiennego. W przynajmniej trzech z czterech narożników baterii znajdowały się posterunki strażnicze. Na dwóch z nich powiewały flagi brytyjska i Królestwa Sycylii. Bateria Għargħar jest znana z tego, że była pierwszym miejscem na Malcie, gdzie podniesiona została flaga brytyjska. Bateria miała też podziemne, sklepione piwnice, gdzie zakwaterowana była jej załoga.

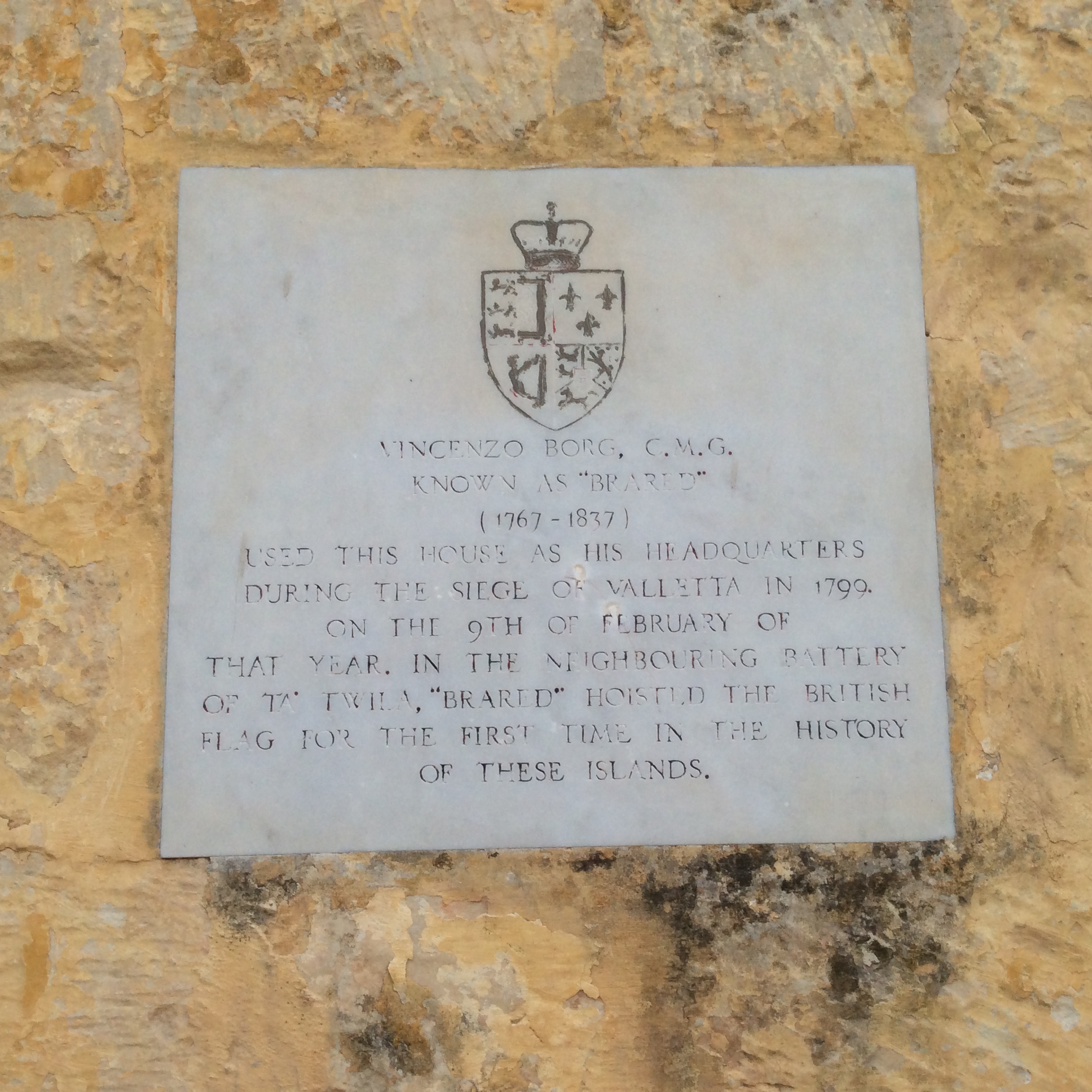
Płyta pamiątkowa na Ta’ Xindi Farmhouse, odnosząca się do powiewającej na baterii Għargħar flagi brytyjskiej

## Historia
Bateria została zbudowana przez Vincenzo Borga, ukończono ją 6 października 1798 roku. Została uzbrojona w pięć dział 18-funtowych, kilka z nich zostało wziętych z baterii Mistra. Bateria posiadała wysunięty posterunek w Il-Ħarrub ta’ Stiefnu, który był uzbrojony w jedno działo. W grudniu 1799 roku załoga baterii składała się z 338 mężczyzn.
Bateria Għargħar próbowała ostrzeliwać stołeczne miasto Valletta, lecz odległość była zbyt duża i strzały były mało efektywne. W roku 1799 Francuzi zaatakowali baterię, lecz zostali odparci przez Maltańczyków.
Bateria Għargħar ciągle istniała w roku 1811, lecz tak, jak i inne fortyfikacje z okresu blokady Francuzów, została zburzona, prawdopodobnie po roku 1814. Żadne ślady baterii nie są dziś widoczne, a teren, na którym stała, został zabudowany. Według Arnolda Cassoli, pewne pozostałości baterii wciąż istnieją.